# CODAG
CODAG (akronim za Combined diesel and gas) je izvedba ladijskega pogona na ladjah, ki potrebujejo maksimalno hitrost, ki je precej višja od potovalne. Primeri takih vojaških ladij so korvete in frigate.
Dizelski motor se uporablja za križarjenje, ko pa je potrebna večja moč, se vklopi še plinska turbina - oba stroja delujeta skupaj, za razliko od CODOG izvedbe, pri kateri lahko deluje samo dizel ali pa samo turbina. 
Tipična ladja s CODAG pogonom bo z uporabo dizelskega motorja potovala s hitrostjo 20 vozlov (37 km/h), ko se vklopi turbina pa lahko doseže okrog 30 vozlov (57 km/h).